# Tmesisternus aubrooki
Tmesisternus aubrooki là một loài bọ cánh cứng trong họ Cerambycidae.